# Mysmena furca
Mysmena furca là một loài nhện trong họ Mysmenidae.
Loài này thuộc chi Mysmena. Mysmena furca được miêu tả năm 2008 bởi Lin & S. Q. Li.